# رموز صينية مبسطة
الرموز الصينية المبسطة هي إحدى صيغ كتابة اللغة الصينية المعتمدة رسميًا، إلى جانب الرموز الصينية التقليدية. صدرت هذه الرموز من قبل الحكومة الصينية لأول مرة عام 1956، وذلك ضمن الجهود الحكومية لإصلاح الكتابة الصينية وتيسير تعلمها ونشرها في أوساط الشعب، خاصةً في الريف والمناطق ذات التعليم المحدود. يعتمد نظام الرموز الصينية المبسطة على تبسيط البُنى التركيبية للرموز التقليدية، سواء بحذف بعض العناصر المعقدة أو استبدالها بأشكال أبسط. تم إصدار القائمة الرسمية الأولى للرموز الصينية المبسطة عام 1956، تلتها قائمة ثانية عام 1964 وفي عام 2009، أصدرت وزارة التعليم الصينية نسخة مراجَعة ومنقّحة تُعرف باسم "الجدول العام لرموز الصينية المبسطة"، ضمّت أكثر من 8000 رمز. تُستخدم الرموز الصينية المبسطة رسميًا في جمهورية الصين الشعبية (الموطن الرئيسي) وسنغافورة وماليزيا، بينما لا تزال الكتابة بالرموز الصينية التقليدية مستخدمة في تايوان وهونغ كونغ وماكاو والمجتمعات الصينية في المهجر، خصوصًا في أمريكا وكندا.

## الأصول والتبسيط
تنحدر الرموز الصينية المبسطة والتقليدية من جذر واحد مشترك، غير أن مسار تطورهما الكتابي اختلف بشكل واضح بدءًا من القرن العشرين. تُعرف الرموز التقليدية بأنها الصيغة التاريخية المعتمدة منذ عصور السلالات الحاكمة، وتتميّز ببنية مركّبة وكثافة في عدد الخطوط. أمّا الرموز المبسطة، فقد تم ترسيمها رسميًا في جمهورية الصين الشعبية منذ خمسينيات القرن العشرين، ضمن مسعى حكومي لتقليل عدد الخطوط في الرمز الواحد وتسهيل تعلّمه وكتابته.
تنقسم الرموز المبسطة إلى فئتين أساسيتين من حيث الأصل:
- فئة أُخذت مباشرةً من أشكال مختزلة كانت تُستخدم شعبيًا في الكتابة اليدوية.
- وفئة أُعيد تصميمها تنظيميًا عبر تبسيط أو حذف أجزاء الحروف وفق قواعد منهجية.

يُلاحظ أن التبسيط لا يعني دومًا اختزال الشكل فحسب، بل يتضمّن أيضًا إعادة توزيع المكونات داخل الرمز الواحد بشكل أكثر تنظيمًا ووضوحًا بصريًا. على الرغم من الانتقادات الثقافية التي وُجّهت إلى الرموز المبسطة بوصفها تفقد بعضًا من الجمال الفني والتاريخي المتأصل في الرموز التقليدية، فإنها أثبتت فاعليتها في تقليل الجهد التعليمي وتعزيز سرعة القراءة والكتابة، خاصة بين متعلمي اللغة الصينية كلغة ثانية.

## الإستخدام في الحواسيب
في تطبيقات النصوص الحاسوبية، يستخدم غالبًا المعيار الوطني الصيني للترميز لعرض الرموز الصينية المبسطة، بينما يستعمل معيار ترميز الكبراء الخمسة في الغالب لعرض الرموز الصينية التقليدية.

## أثر الرموز المبسطة في التعليم
تشير نتائج الأبحاث التربوية إلى أن استخدام الرموز الصينية المبسطة يُساهم في تحسين مستوى الفهم القرائي لدى المتعلمين، لا سيما في المراحل الأولى من تعلّم اللغة الصينية كلغة ثانية. ففي دراسة أُجريت بجامعة ليوبليانا على طلاب مبتدئين في قسم علم اللغة الصينية، تبيّن أن المتعلمين أظهروا أداءً أفضل في استيعاب النصوص المكتوبة بالرموز المبسطة مقارنة بالنصوص المكتوبة بالرموز التقليدية.

## قائمة لرموز بالصينية المبسطة والتقليدية
في ما يلي قائمة لبعض الرموز الصينية المبسطة والتقليدية, هدفها تسهيل فهم الفروقات:
| صينية مبسطة | صينية تقليدية |
| ----------- | ------------- |
| 几          | 幾            |
| 叶          | 葉            |
| 机          | 機            |
| 后          | 後            |
| 里          | 裏            |
| 制          | 製            |
| 征          | 徵            |
| 面          | 麺            |
| 郁          | 鬱            |
| 筑          | 築            |
| 着          | 著            |

## معرض صور نصوص مكتوبة بالرموز المبسطة

رمز wèi 為 طويل (= فعل، صنع)
رمز wèi 爲 (كِتبة)

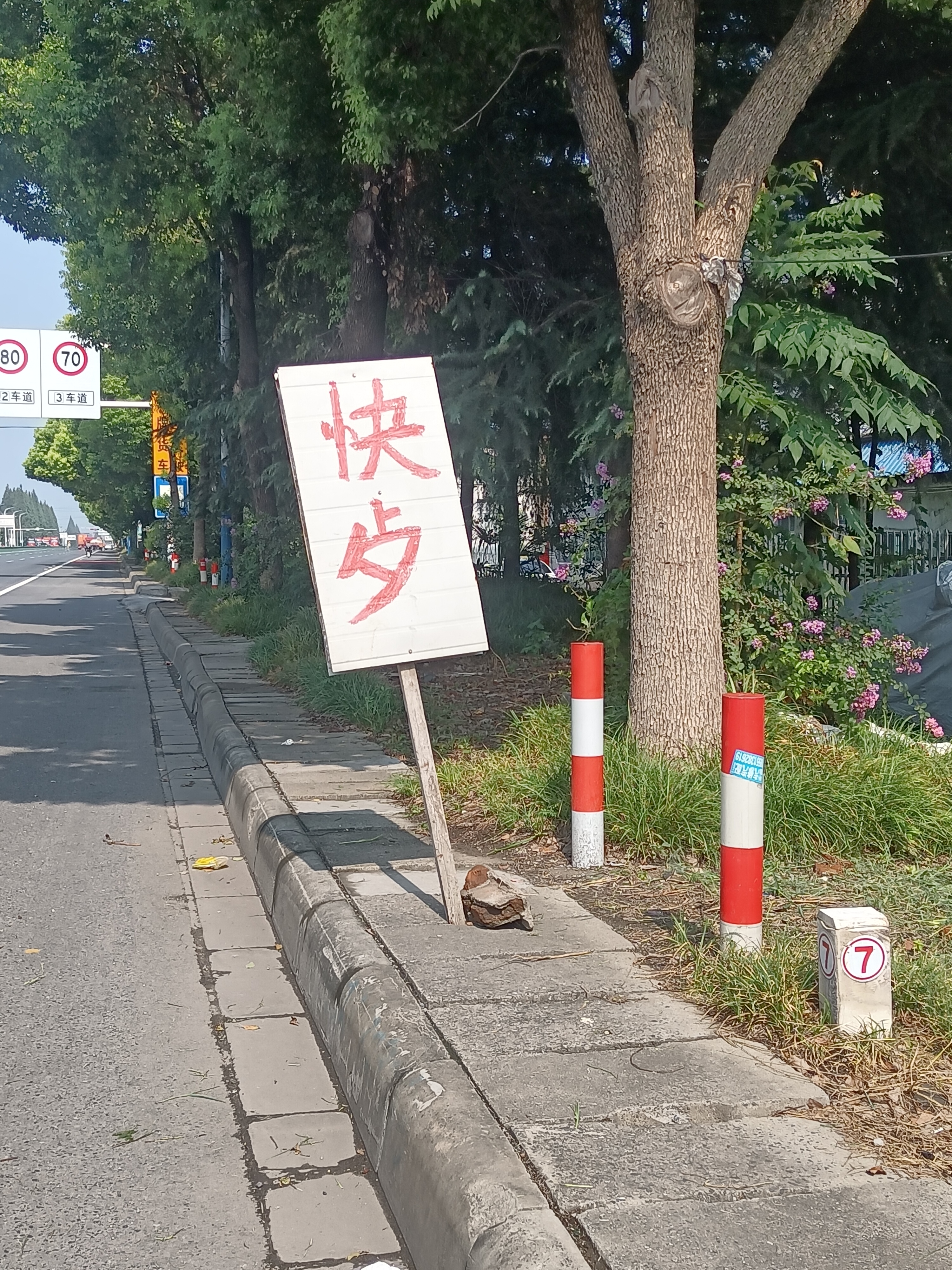
لافتة مكتوبة بالرموز الصينية المبسطة.

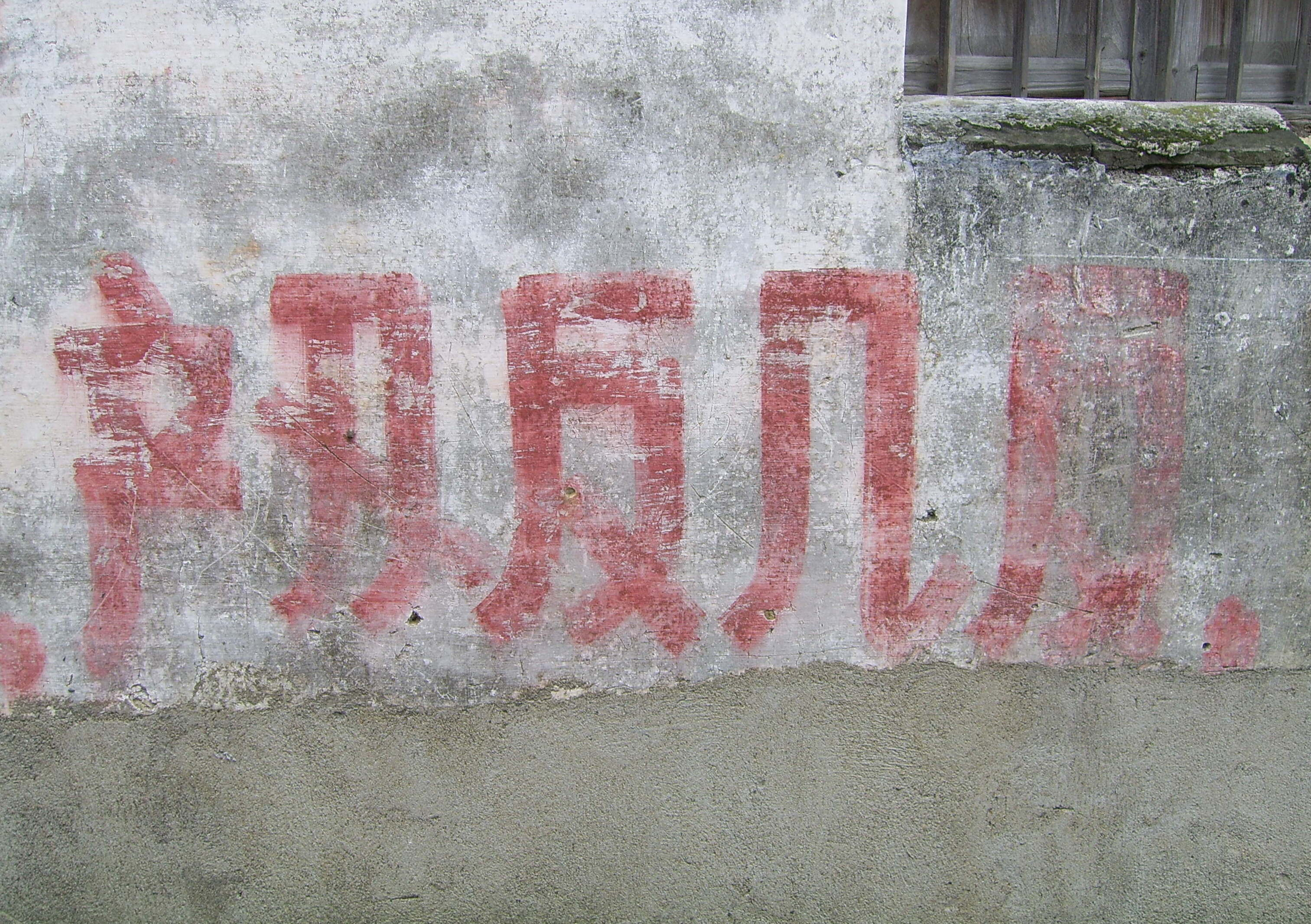
نص مكتوب بالرموز الصينية المبسطة على أحد الجدران.

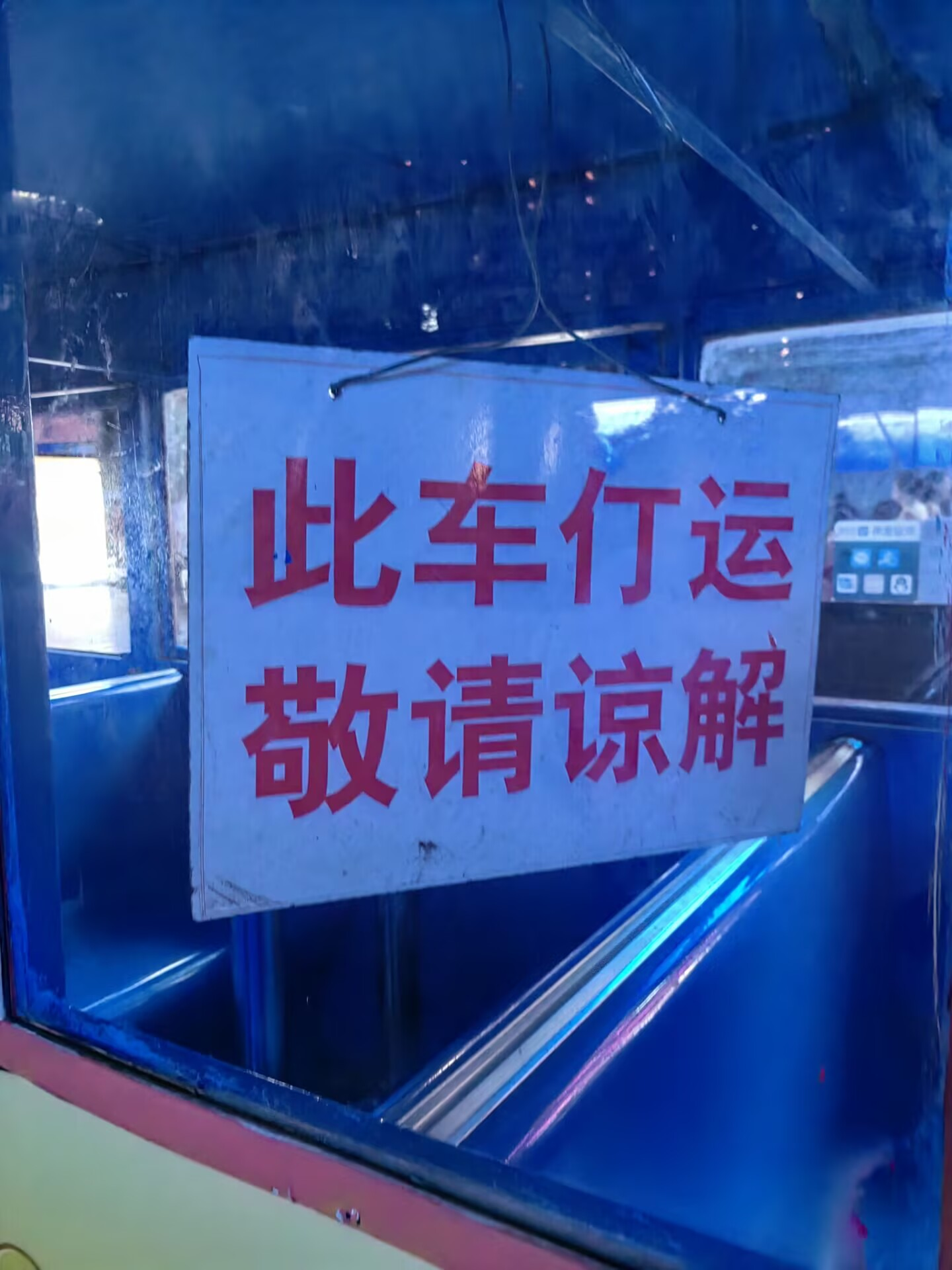
لافتة مكتوبة بالرموز الصينية المبسطة.

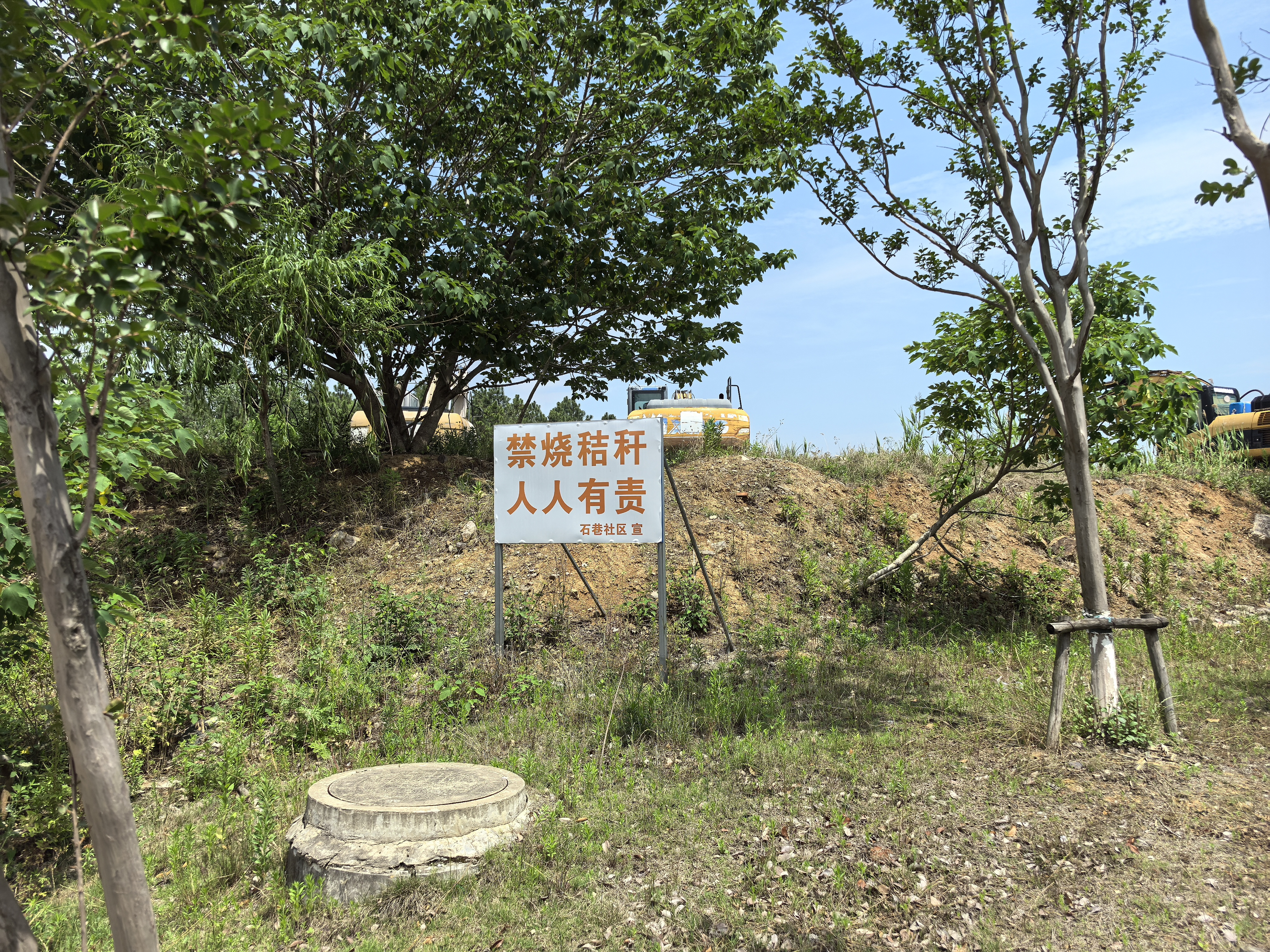
لافتة مكتوبة بالرموز الصينية المبسطة.

خريطة مكتوبة بالرموز الصينية المبسطة.

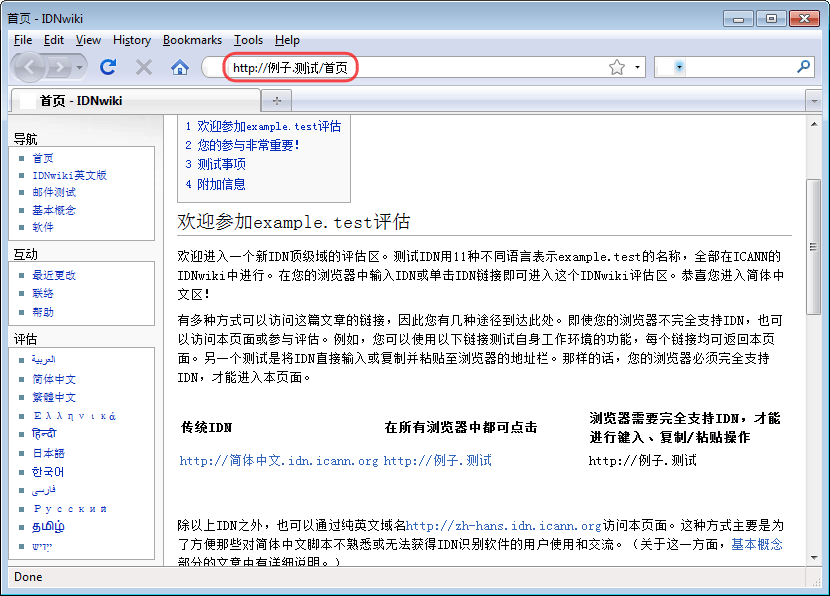
موقع إلكتروني مكتوب بالرموز الصينية المبسطة.

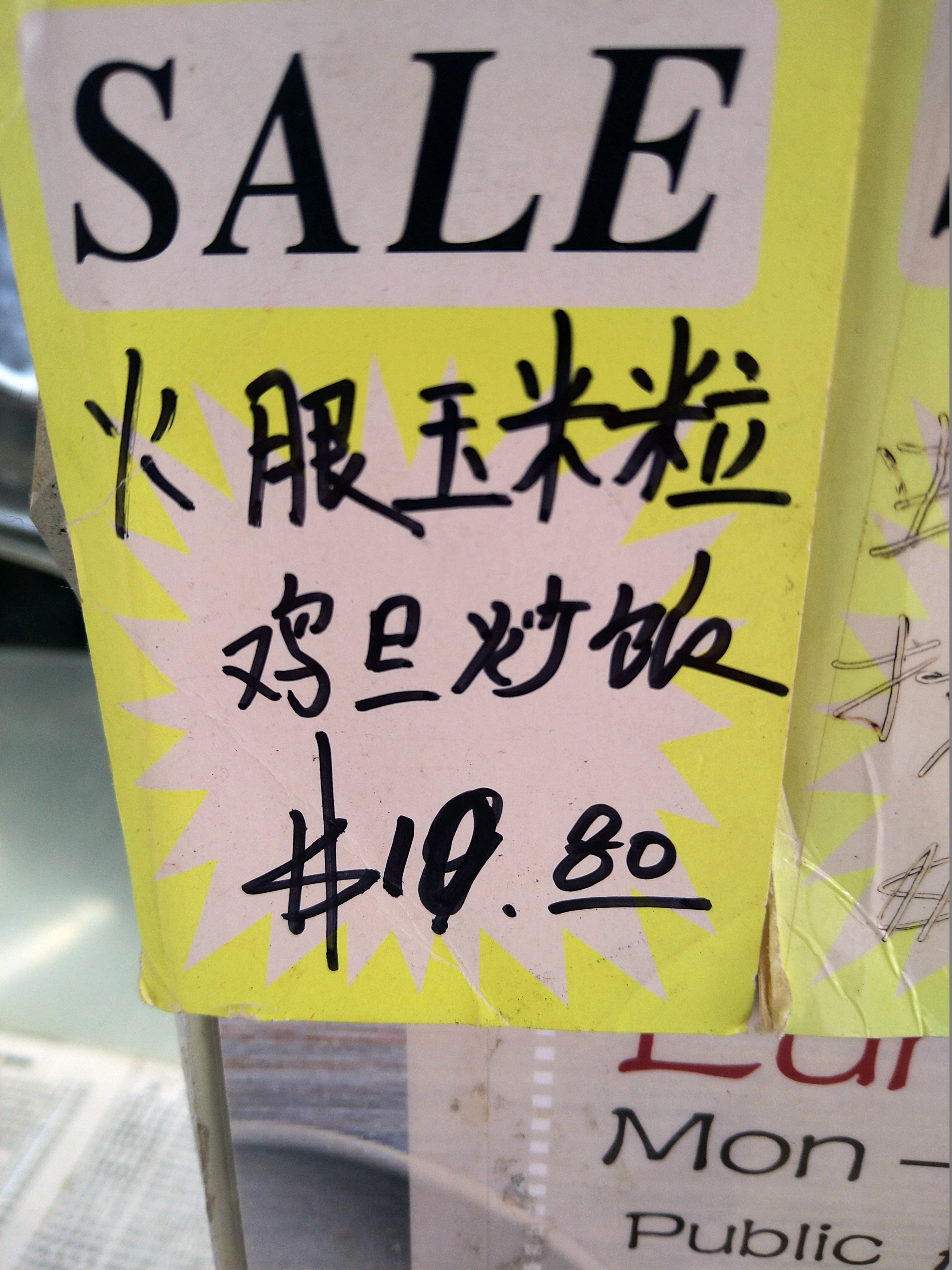
عرض لمنتج مكتوبة بالرموز الصينية المبسطة.

شعار ويكيبيديا الصينية الذي كتب بالرموز الصينية المبسطة.

رمز wèi 为 (أربع شرطات بدل تسع)